# François Gauthier-Drapeau
François Gauthier-Drapeau (27 de janeiro de 1998) é um judoca canadense. Competiu nos Jogos Olímpicos de Verão de 2024 em Paris na categoria até 81Kg. Perdeu a repescagem para o belga Matthias Casse..
O judoca canadiano François Gauthier-Drapeau conquistou uma medalha de bronze no Grand Slam de Paris, em 2023. Francois conquistou uma medalha de bronze no Grand Slam de Baku em 2021. Conquistou uma medalha de bronze no Grand Slam de Tel Aviv em 2022. Conquistou uma medalha de bronze no Campeonato Pan-Americano da Oceânia, em Lima, em 2022. Conquistou uma medalha de prata nos Jogos da Commonwealth em Birmingham, em 2022. Conquistou uma medalha de bronze no Grand Slam de Telavive e uma medalha de bronze em Antalya em 2023. Conquistou uma medalha de bronze no Grand Slam de Paris em 2024. Conquistou a prata no Grand Slam de Antalya em 2024.